# یاشکوتله
یاشکوتله (به لاتین: Jaszkotle) یک روستا در لهستان است که در گمینا کانت وروتسواوسکیه واقع شده‌است. یاشکوتله ۱۰۰ نفر جمعیت دارد.